# ژوائو باتیستا لیما گومز
ژوائو باتیستا لیما گومز (به پرتغالی: João Batista Lima Gomes) مهاجم اهل برزیل است که در شهر سائوپائولو و در تاریخ ۲۴ ژوئن ۱۹۸۵ به دنیا آمده‌است.
ژوائو باتیستا لیما گومز در تیم‌های فوتبال الهلال عربستان سابقهٔ حضور دارد.